# Holly Madison
Holly Sue Cullen (Astoria, Oregon, 23 de Dezembro de 1979) é mais conhecida por seu nome artístico Holly Madison, é uma modelo, atriz e socialite estadunidense, mais conhecida por ter namorado Hugh Hefner, ao lado de Bridget Marquardt e Kendra Wilkinson, no reality show Girls Of The Playboy Mansion.

## Biografia
Nasceu Holly Cullen em Astoria, Oregon. Seu pai sempre viajou aos redores por trabalhar para a indústria madeireira, e de dois até onze anos de idade, ela cresceu em Prince of Wales Island, Alaska. Sua família se mudou de volta para St. Helens, Oregon. Entrou para Portland State University por dois anos como double-major em teatro e Psicologia.
Em 1999, ela se mudou para Los Angeles para entrar para Loyola Marymount University. Para pagar a faculdade, ela competiu para se tornar uma Hawaiian Tropic modelo e trabalhou no Hooters. Tornando-se conhecida, isso a conduziu a receber convites para Playboy Mansion. Depois de mais de um ano visitando a mansão, Madison foi convidada para se mudar para mansão e se tornar uma das sete namoradas oficiais de Hefner em agosto de 2001. Depois que duas das namoradas de Hefner o deixou em fevereiro de 2002, Madison tornou-se a namorada número um de Hefner e se mudou para o quarto dele na mansão.
Em 2003, fez fotos para o Cyber Girl of the Week, apresentado pelo Playboy website. Também apareceu na capa e dentro na edição de Novembro de 2005 da revista Playboy, junto com Marquardt e Wilkinson para promover The Girls Next Door. As garotas saíram de novo na capa da revista nas edições de Setembro de 2006 e Março de 2008.
Na terceira temporada do show durante o episódio "My Bare Lady", Madison declarou que queria ser produtora na distribuição da Playboy. Durante a terceira e quarta temporada, Madison apareceu trabalhando no estúdios da Playboy como interna e mais tarde como editora. Também ajudou no design e a colocar as fotos juntas para o calendário The Girls Next Door 2008.
Ela se descreve como uma amante dos animais, Madison começou escrevendo artigos sobre animais de estimação para a revista de um amigo, The Coolest Little Pet Magazine. Em Abril 2007, posou nua para uma campanha do PETA.
Em 2008, assumiu um romance com o Ilusionista Criss Angel mais o relacionamento acabou em Fevereiro de 2009.
No passado, Holly declarou que queria se casar com Hefner e ter filhos com ele. Durante um almoço formal para celebrar a Playmate do ano em uma entrevista em Maio de 2008, Hefner declarou: "Eu amo muito a Holly e acho que vamos ficar juntos o resto da minha vida, mas casamento não faz parte do meu jogo. Não é uma coisa pessoal; Apenas não tive muita sorte com casamentos."

## Saida da Mansão e Hoje em dia

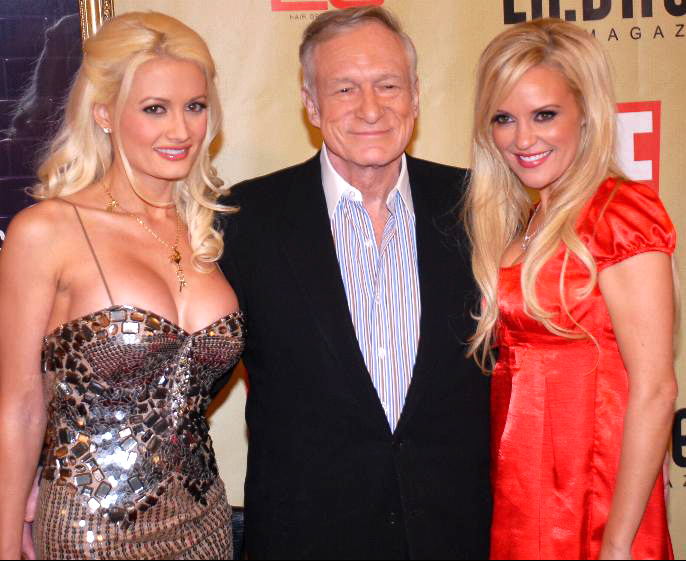
Holly Madison, Hugh Hefner e Bridget Marquardt

No dia 7 de outubro ela anunciou em um video postado pelo TMZ.com que o romance com Hefner tinha acabado, mas ela continuou na casa para filmar junto com Bridget Marquardt e Kendra Wilkinson que mais tarde deixaram a casa para seguir suas proprias vidas. Hoje em dia, ela estrela um burlesco show chamado "Peepshow" no Planet Hollywood em Las Vegas. Inicialmente, o contrato era de apenas 3 meses, sendo estendido para o ano todo. Holly também apresenta seu próprio programa no canal E!, chamado de Holly's World, que aborda sua nova vida fora da mansão com seus amigos. O show estreou no Brasil no dia 14 de julho.

## Filmografia
- O Amor Custa Caro (2003 (Longa-metragem)
- Todo Mundo em Pânico 4 (Holly)
- A Casa das Coelhinhas (Miley)
- Óscar 1998 (Personalidade Convidada)
- The Telling (2009) - Stephanie